# Hefnerkaars
De hefnerkaars (HK) is een verouderde, in Duitsland, Oostenrijk en Scandinavië vroeger gebruikelijke, natuurkundige eenheid van de lichtsterkte. In andere landen, zoals Amerika, Engeland en Frankrijk werd met de internationale kaars (IK) gerekend die 1,128 maal zo sterk is als de hefnerkaars.

## Definitie

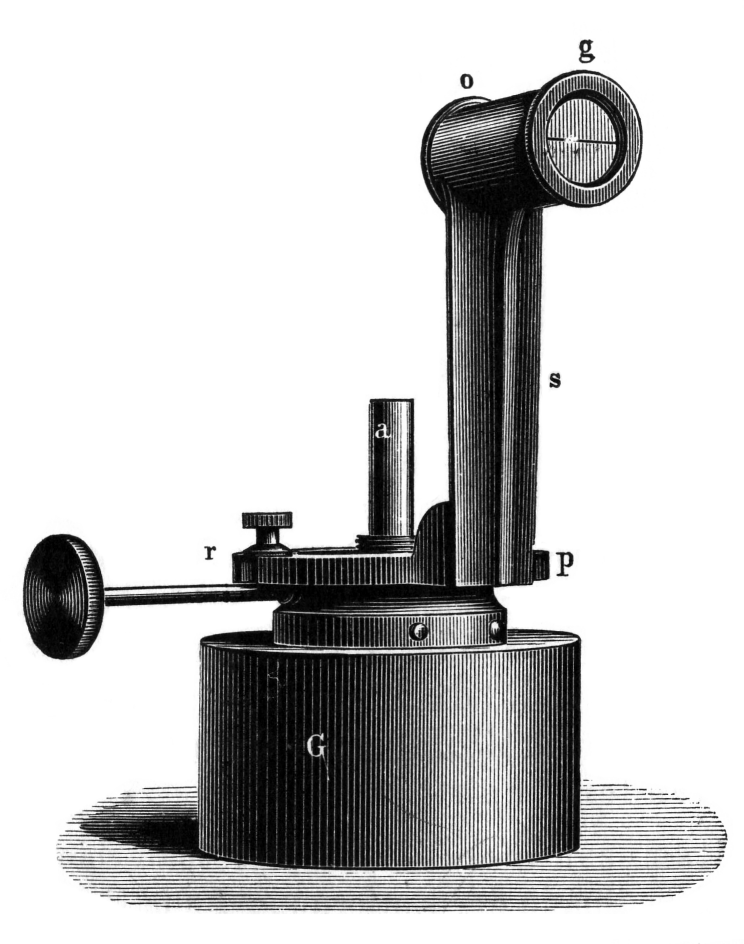
Hefnerlamp (gravure uit 1897)

De hefnerkaars is gedefinieerd als de hoeveelheid licht die een hefnerlamp, bij een vlamhoogte van 40 mm en een kousdoorsnede van 8 mm, in horizontale richting uitstraalt. De met amylacetaat gevulde hefnerlamp werd ontworpen door de Duitse natuurkundige Friedrich von Hefner-Alteneck.
Deze lichteenheid werd in 1890 door de Vereniging van Duitse gas- en waterdeskundigen als hefnereenheid aangenomen en in 1897 ook door de Vereniging van Duitse Elektrotechnici onder de naam hefnerkaars. De hefnerkaars werd als wetenschappelijke eenheid in 1948 door het Internationale Comité vervangen door de SI-eenheid candela.
1 HK = 0,903 cd (candela) 

1 HK = 0,886 IK (internationale kaars)